# 獅子座超星系團
狮子座超星系团是一个在北天球的超星系团。该超星系团跨越大熊座和狮子座，覆盖约130百万秒差距长，60百万秒差距宽的面积。它的星系团成员的红移量由0.032到0.043不等。该超星系团中最亮的星系团是A1185。